# George Akiyama
George Akiyama (ジョージ秋山?), nacido Jōji Akiyama (Tochigi, Japón, 24 de julio de 1943-12 de mayo de 2020) fue un mangaka japonés conocido tratar temas controvertidos en sus obras, y por el trabajo Haguregumo, publicado en 1973 en el editorial Big Comic Original.

## Biografía
Fue el segundo de cinco hermanos. Su padre fue un artesano de flores artificiales coreano.
Abandonó la escuela secundaria y se mudó a Tokio para ser dibujante de manga. Después de trabajar como mayorista de libros, fue asistente del artista de manga Kenji Morita. Debutó en 1966 con el gag-manga Gaikotsu-kun, que se publicó en la revista Bekkan Shōnen, en 1970 con Ashura, que contenía numerosas representaciones inquietantes de la vida humana, y que tuvo una gran aceptación por parte del público joven. El primer capítulo de Ashura contenía una escena en la que una mujer comete canibalismo para evitar morir de hambre, y luego intenta comerse a su propio hijo también. La edición del 2 de agosto de 1970 de Weekly Shōnen Magazine, que publicó este capítulo por primera vez, fue prohibida en varias regiones a causa de la violencia y controversia de dicha escena. Akiyama continuó su carrera con Kokuhaku (traducido como Confesiones), con la que inició en 1971 la serie de la 11.ª edición del Weekly Shōnen Sunday. Este manga se realizó en un formato sin precedentes donde Akiyama realizaba una confesión cada semana (por ejemplo, en un capítulo confiesa que es un asesino), admitiendo que su confesión había sido una mentira en el capítulo publicado la semana siguiente. Tras repetir el mismo estilo durante toda la duración de la serie, anunció repentinamente su retiro, cortando todas las serializaciones que estaba realizando en varias revistas para emprender un viaje en solitario a través de Japón. 
Salió de su retiro tres meses después con la publicación de Bara no Sakamichi, fue el primer manga en la revista Shonen Jump, e inició la serialización en la trigésima cuarta edición de Weekly Shōnen Jump en 1971. En 1973 fue serializada Ukiromo para Big Comic Original una de sus obras más representativas, se hizo una película en 1982 adaptada por Madhouse y Toei Animation; y fue llevada a la televisión en 2017. Empezó su trabajo más largo, Haguregumo, en Big Comic Original, con el que obtuvo el Premio Shogakukan Manga en 1979. La serie no ha sido concluida después de más de 30 años de publicaciones, y ha abarcado más de 80 volúmenes desde su creación en 1973. La serie también fue adaptada en una película de anime por Toei Animation en 1982.
En 2005, Akiyama publicó la serie más controvertida, An Introduction to China: A Study of Our Bothersome Neighbors (マンガ中国入門 やっかいな隣人の研究 Manga Chūgoku Nyūmon: Yakkai na Rinjin no Kenkyū?), la cual fue duramente criticada por China.
Falleció a los setenta y siete años el 12 de mayo de 2020.

## Premios
- 1965, Kodansha Children's Manga Award por Patman X
- 1979, Premio Shōgakukan por el manga Haguregumo en la categoría seinen.[8]

## Obra
| Nombre                                          | Año       | Colección |
| ----------------------------------------------- | --------- | --- |
| Batman X                                        | 1967-1968 | 5 volúmenes, Weekly Shōniño Ganador del Premio Jidō Manga de Kodansha.                                                         |
| Derorinman                                      | 1969-1970 | 2 volúmenes, Weekly Shōniño Los volúmenes fueron titulados Ganso Derorinman porque fueron lanzados después del remake de 1975. |
| Horafuki Dondon                                 | 1969-1970 | 5 volúmenes, Weekly Shōniño Magazine                                                                                           |
| Ashura                                          | 1970-1971 | 3 volúmenes, Weekly Shōniño Magazine                                                                                           |
| Zeni Geba                                       | 1970-1971 | 5 volúmenes, Weekly Shōniño Sunday                                                                                             |
| Kokuhaku                                        | 1971      | 1 volumen, Weekly Shōniño Sunday                                                                                               |
| Bara no Sakamichi                               | 1971-1972 | 3 volúmenes, Weekly Shōniño Jump                                                                                               |
| The Moon                                        | 1972-1973 | 4 volúmenes, Weekly Shōniño Sunday                                                                                             |
| Haguregumo                                      | 1973-2017 | 112 volúmenes, Big Comic Original                                                                                              |
| Hana no Yotarō'                                 | 1974-1979 | 15 volúmenes, Weekly Shōniño Champion                                                                                          |
| Derorinman                                      | 1975-1976 | 3 volúmenes, Weekly Shōniño Magazine Remake del manga de 1969, que difiere significativamente de la versión original.          |
| Bonkura Dōshin                                  | 1976-1977 | 4 volúmenes, Weekly Shōniño Magazine                                                                                           |
| Gyara                                           | 1979-1981 | 8 volúmenes, Shōniño King |
| Pink no Curtain                                 | 1980-1984 | Parte 1: 15 volúmenes, Parte 2: 6 volúmenes, Weekly Manga Goraku                                                               |
| Chōjin Haruko                                   | 1982-1984 | 3 volúmenes, Weekly Morning |
| Kaijin Gonzui                                   | 1984      | 1 volumen, Weekly Shōniño Jump                                                                                                 |
| Koiko no Mainichi                               | 1985-1992 | 32 volúmenes, Weekly Manga Action                                                                                              |
| Kudoki-ya Joe                                   | 1986-1987 | 4 volumes, Big Comic Superior                                                                                                  |
| Lovelin Monroe                                  | 1989-1993 | 13 volúmenes, Young Magazine                                                                                                   |
| Onnagata Kisaburō                               | 1993-2002 | 7 volúmenes, Big Comic Original Sōkan                                                                                          |
| Hakuai no Hito                                  | 1993-1996 | 8 volúmenes, Big Gold |
| Dobugero-sama                                   | 1995-1996 | 1 volumen, Monthly Shōniño Gangan                                                                                              |
| Sutegataki Hitobito                             | 1996-1999 | 5 volúmenes, Big Gold |
| Ikinasai Kiki                                   | 2001-2002 | 4 volúmenes, |
| WHO are YOU                                     | 2002      | 1 volumen, Big Comic Original SōkanAutor listado como Yūji Akiyama durante la serialització.                                   |
| Manga Chūgoku Nyūmi: Yakkai na Rinjin no Kenkyū | 2005      | Publicado por Asukashinsha. |